# Africada lateral alveolar sonora
O africada lateral alveolar sonora é um fonema raro em línguas, é formado por 2 fonemas quando pronunciados juntos. O símbolo no Alfabeto Fonético Internacional é ⟨d͡ɮ⟩ (muitas vezes simplificado para ⟨dɮ⟩).

## Características
- Seu modo de articulação é o africado, o que significa que é produzida primeiro interrompendo totalmente o fluxo de ar, depois permitindo o fluxo de ar através de um canal restrito no ponto de articulação, causando turbulência.
- Seu ponto de articulação é o alveolar, o que significa que é articulado com a ponta ou a lâmina da língua na crista alveolar, denominada respectivamente apical e laminal.
- Sua fonação é sonora, o que significa que as cordas vocais vibram durante a articulação.
- É uma consoante oral, o que significa que o ar só pode escapar pela boca.
- É uma consoante lateral, o que significa que é produzida direcionando o fluxo de ar para os lados da língua, em vez de para o meio.
- O mecanismo de fluxo de ar é pulmonar, o que significa que é articulado empurrando o ar apenas com os pulmões e o diafragma, como na maioria dos sons.

## Ocorrência
Africados laterais alveolares expressos são raros. Sandawe foi transcrito com [dɮ], mas o som é mais pós-alveolar ou palatal do que alveolar. Consoantes escritas dl nas línguas atabascanas e wacashanas são tenuis africadas, [t͜ɬ] (talvez ligeiramente sonoras alofonicamente), ou têm uma liberação aproximada, [tˡ] ou [dˡ]. Em Montana Salish, /l/ pode ser pré-aberto, dependendo do contexto, caso em que pode ser realizado como [ᵈl] ou como uma africada [ᵈɮ̤]. Nas línguas nguni [d͡ɮ] ocorre após nasais: /nɮ̤/ é pronunciado [nd͡ɮ̤], com uma parada epentética, pelo menos em xhosa e Zulu.
| Língua       | Língua       | Palavra      | AFI            | Significado          | Notas |
| ------------ | ------------ | ------------ | -------------- | -------------------- | --- |
| Avá-Canoeiro | [ˌtaːˈpid͡ɮɐ] | [ˌtaːˈpid͡ɮɐ] | [ˌtaːˈpid͡ɮɐ]   | 'Tapirus terrestris' | Realização possível de /l/. Na fala de pessoas com 40 a 80 anos, a consoante está em variação livre com [dl], [dʎ], [ʎ], [ɖ], [ɮ] e [l]. |
| Salishe      | Salishe      | p̓əllič̓č      | [pʼəd͡ɮɮít͡ʃʼt͡ʃ] | 'virado'             | Alofone posicional de /l/. |
| Xhosa        | Xhosa        | Indlovu      | [ind͡ɮ̤ɔːv̤u]     | 'elefante'           | Alofone de /ɮ̤/ após /n/. |
| Pa na        | Pa na        | [d͡ɮau˩˧]     | [d͡ɮau˩˧]       | 'profundo'           | |